# Grevillea rosieri
Grevillea rosieri är en tvåhjärtbladig växtart som beskrevs av Mcgill.. Grevillea rosieri ingår i släktet Grevillea och familjen Proteaceae. Inga underarter finns listade i Catalogue of Life.